# Zoran Milanović
Zoran Milanović (phát âm [zǒran milǎːnoʋit͡ɕ]; sinh ngày 30 tháng 10 năm 1966) là chính trị gia Croatia, hiện là tổng thống đương nhiệm của Croatia. Trước đó, ông từng là thủ tướng của nước này từ năm 2011 đến năm 2016. Ông lãnh đạo đảng Dân chủ Xã hội Croatia (SDP) tại Croatia từ năm 2007.
Vào ngày 5 tháng 1 2020, Zoran Milanovic đánh bại  tổng thống đương nhiệm Kolinda Grabar-Kitarović với tỉ số 52,7% số phiếu trong vòng nhì của cuộc bầu cử tổng thống Croatia 2019/2020. Ông sẽ nhậm chức tổng thống vào tháng 2 2020.